# Primula crocifolia
Primula crocifolia là một loài thực vật có hoa trong họ Anh thảo. Loài này được Pax & K. Hoffm. miêu tả khoa học đầu tiên năm 1920.